# Нурікабе

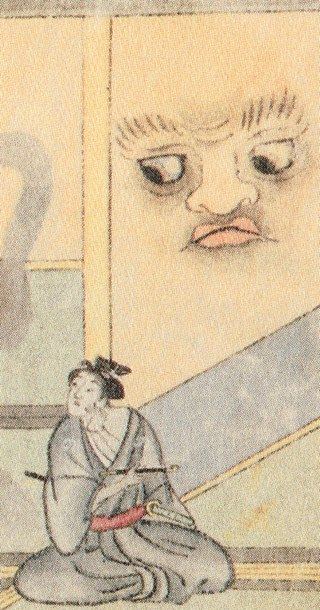
Нурікабе, ілюстрація з «Іно-хейтаро-моногатарі»

Нурікабе — Йокай або дух, з японського фольклору. Проявляється як стіна, яка встає непереборною перешкодою на шляху перехожого або мандрівника, що подорожує вночі. Всі спроби обійти цю перешкоду, що несподівано виникла на шляху, виявляються безсилі, оскільки стіна здатна поширюватися нескінченно в усі сторони. Впоратися з нурікабе, змусивши перешкоду зникнути, можна, якщо постукати по нижній частині стіни.

## Культурний вплив
Нурікабе є одним з персонажів манги і аніме «GeGeGe no Kitarou».